# Ingleby Arncliffe
Ingleby Arncliffe is een civil parish in het bestuurlijke gebied Hambleton, in het Engelse graafschap North Yorkshire.